# Parc de Parilly
Pour les articles homonymes, voir Parilly.
Le parc de Parilly est un parc de l'agglomération lyonnaise. Projeté en 1937, il s'étend sur 178 hectares sur les communes de Bron et Vénissieux. De nombreux équipements sportifs y sont présents (pistes d'athlétisme, hippodromes, terrains de basket-ball...). Il est desservi par la ligne D du métro de Lyon à la station Parilly, par la ligne 2 du tramway de Lyon à la station Parilly-Université et par les lignes de bus C15/C15E, C17, C25, 26, 39, 52, 79 et 93.

## Histoire
En 1926, le maire de Lyon Édouard Herriot est intéressé par la création d'un parc à l'est de la ville. Il est nécessaire que soient réalisés « de grands espaces plantés qui assurent la santé à la cité dont ils sont la parure ». Mais le maire de Bron désapprouve le projet car il trouve que l'équipement est disproportionné et que des travaux plus urgents sont à entreprendre, notamment la construction de lotissements pour loger les ouvriers du quartier industriel limitrophe de la zone. Cependant, en 1937, le conseil départemental veut créer un vaste parc comprenant de nombreux équipements dont une patinoire et des équipements aquatiques : un lac et un canal. Un concours est lancé et est remporté par Pierre Bellemain, un an avant la Seconde Guerre mondiale. Mais le début de cette dernière met fin à ce projet qui devait créer le « plus beau parc de France ».
En 1965 est inauguré, dans le parc, l'hippodrome de Parilly.

## Aujourd'hui
Précédemment géré par le département du Rhône, le parc de Parilly est, depuis le 1er janvier 2015, rattaché à la métropole de Lyon. Le parc est connu par son hippodrome mais surtout ses très nombreux terrains de sports. Le parc dans sa plaine de jeux comporte ainsi 11 terrains de football, 7 terrains de basket-ball, 2 pistes d'athlétisme, 1 terrain de rugby, 3 de handball, 1 de baseball, 1 de cricket.

## Botanique

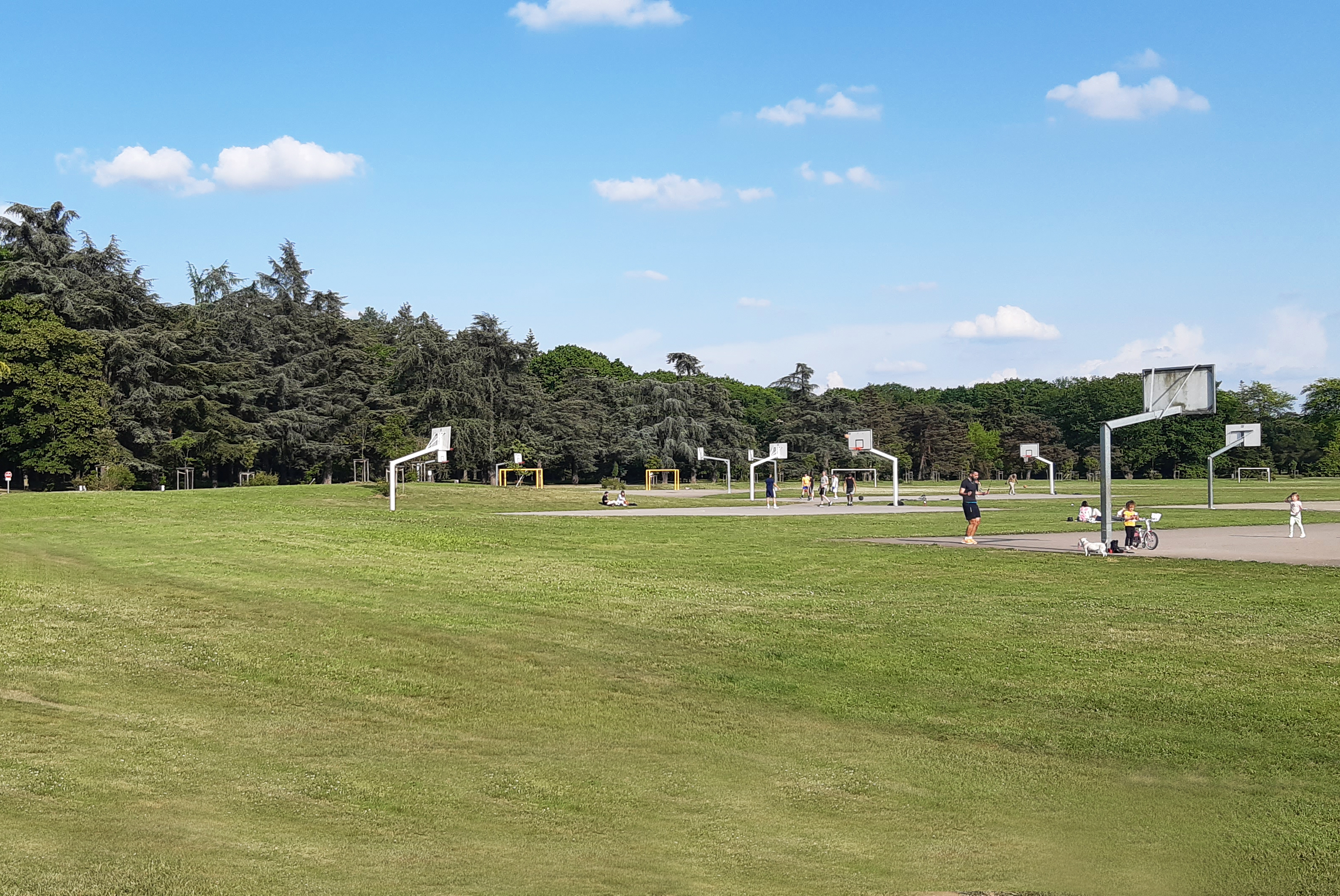
La plaine des jeux
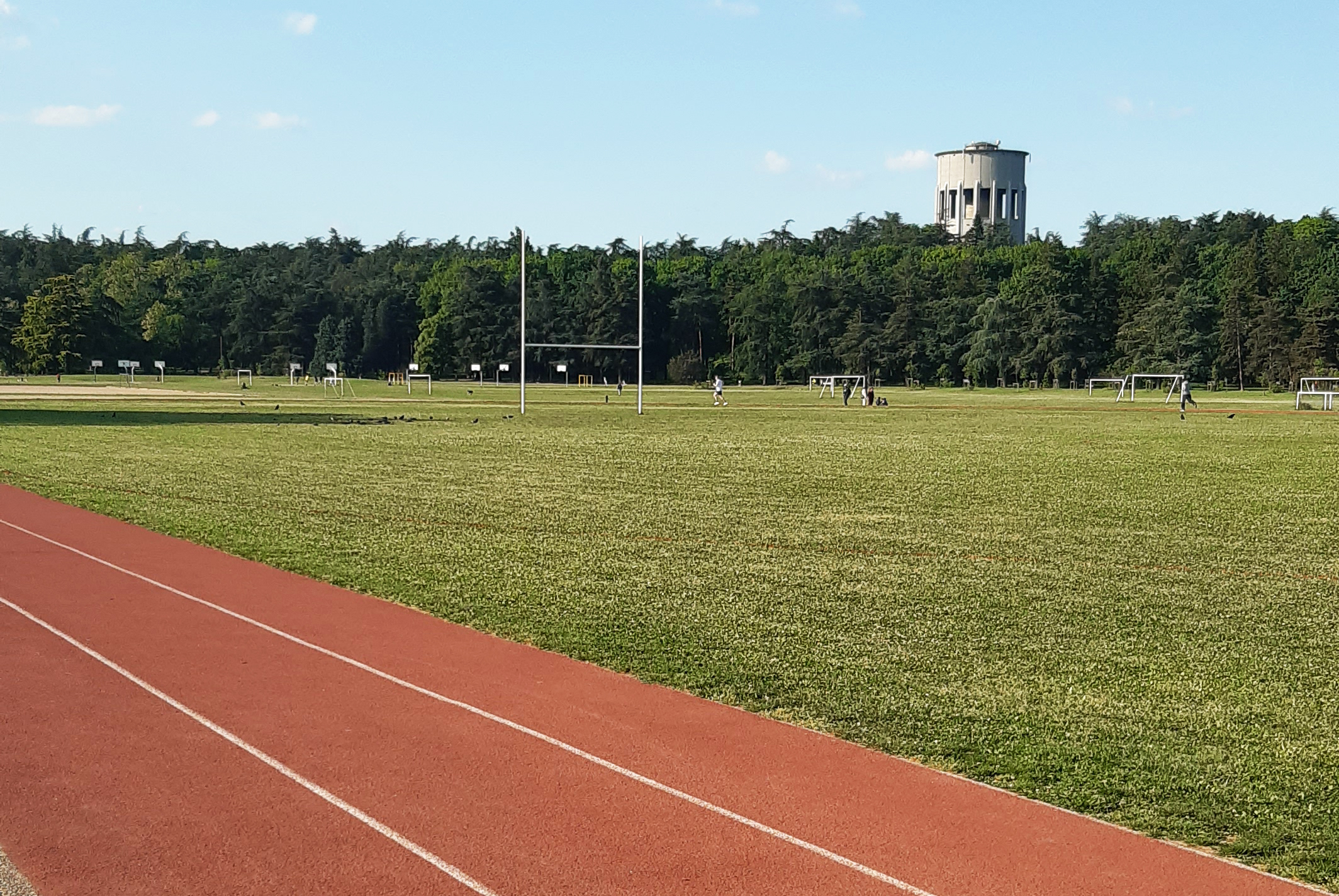
Vue sur la piste d'athlétisme, la colline de Parilly et son château d'eau
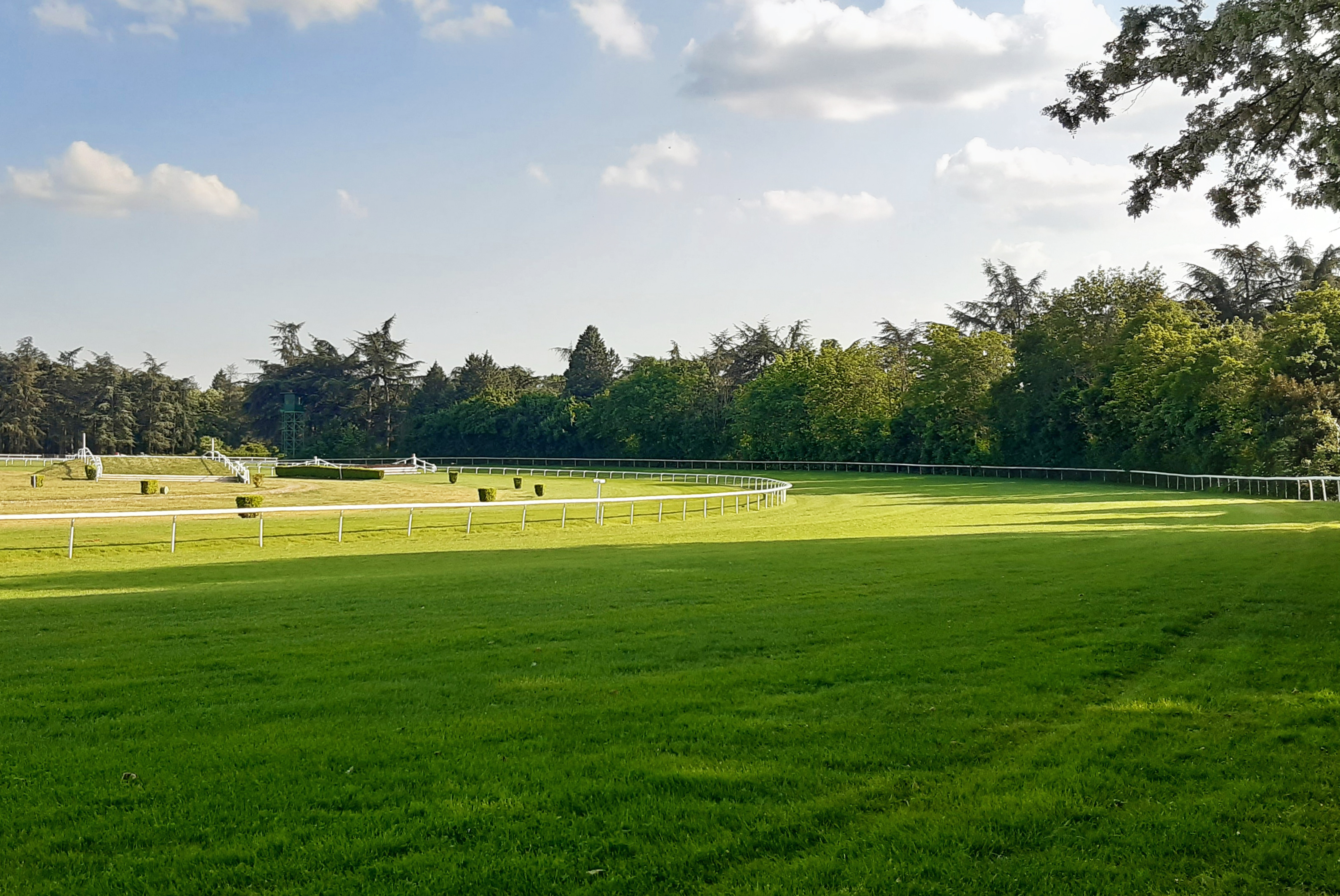
L'hippodrome
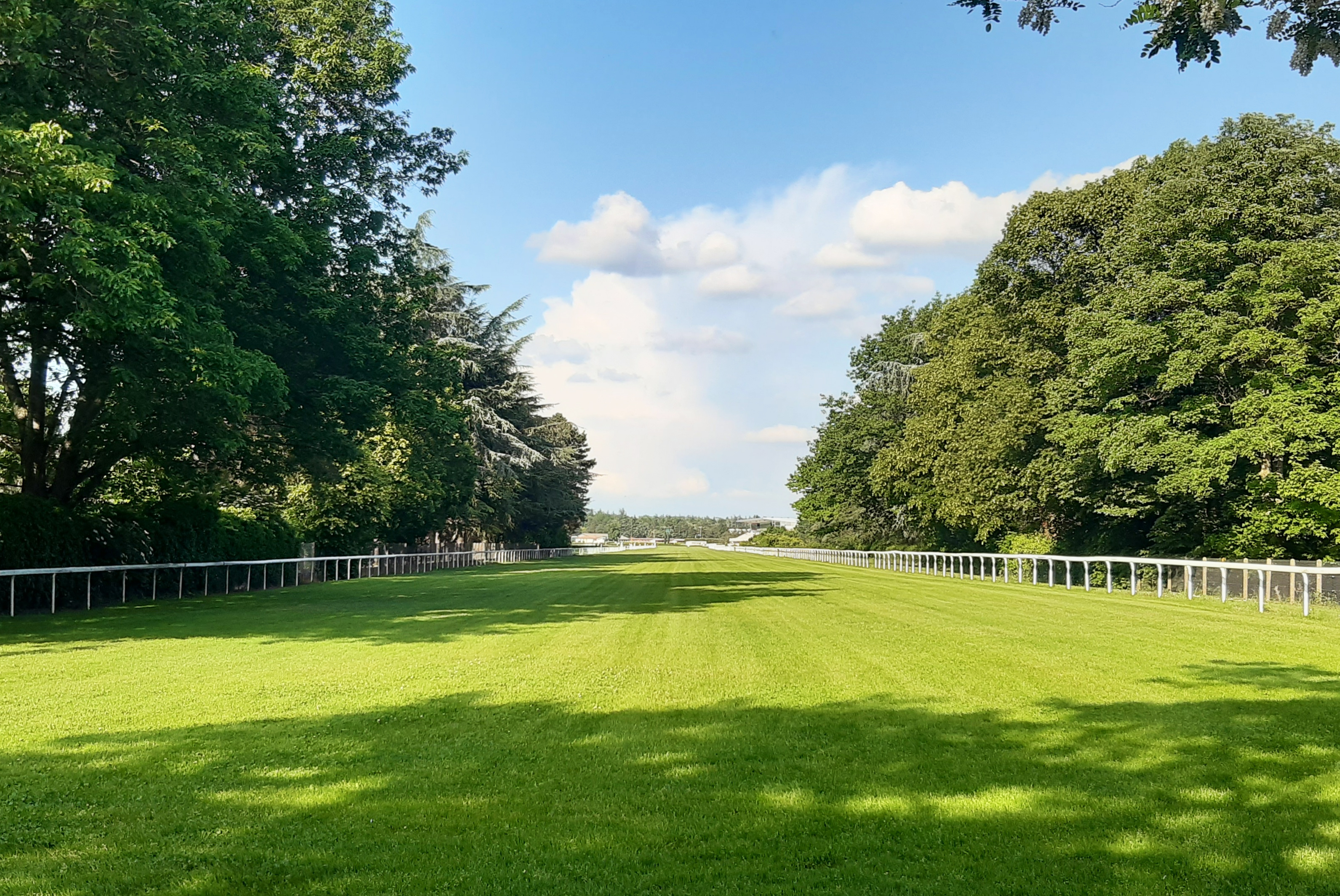
L'hippodrome côté Bron
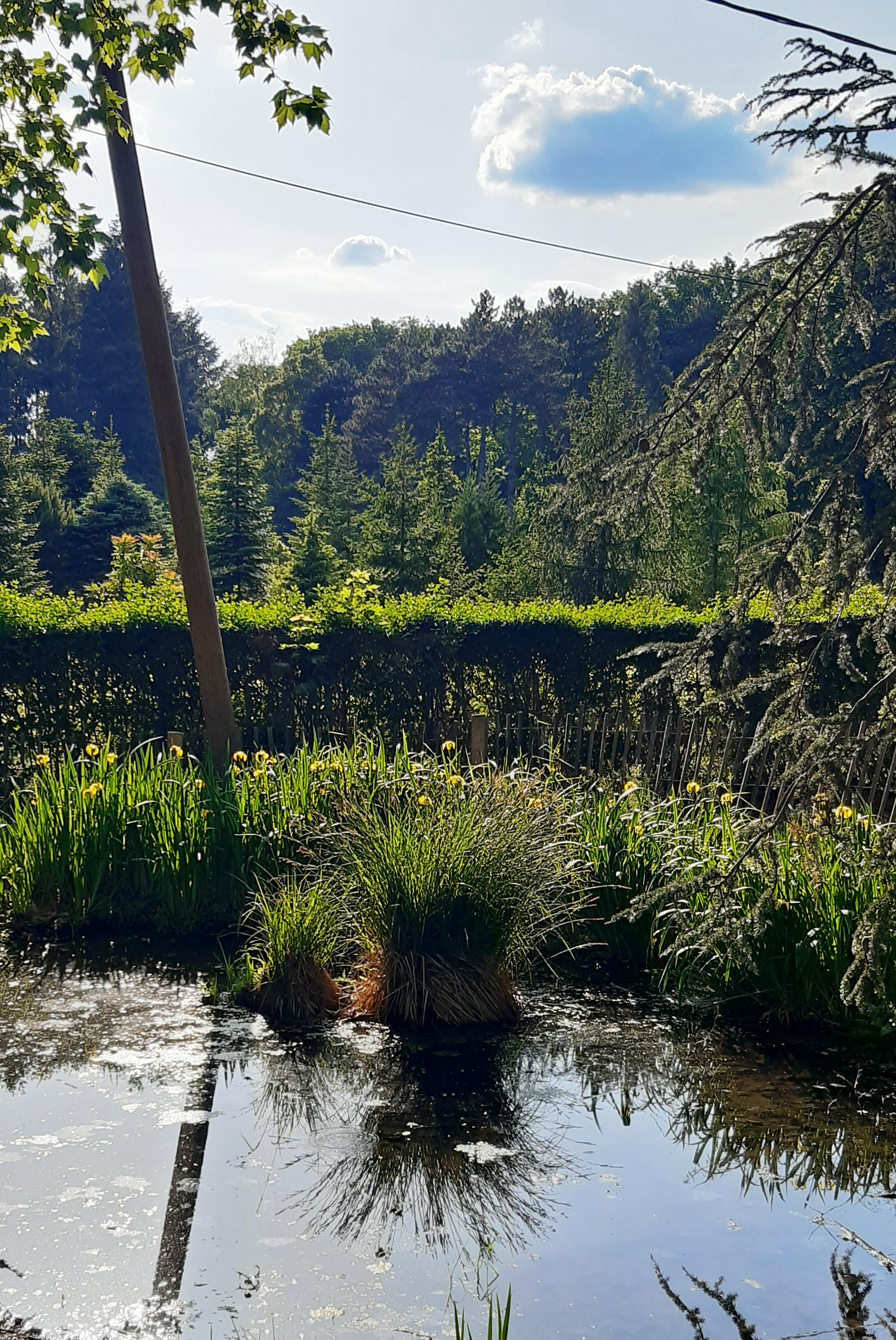
Clairière de la pépinière et sa mare